# 1083 Salvia
Salvia (asteróide 1083) é um asteróide da cintura principal, a 1,9073457 UA. Possui uma excentricidade de 0,1811485 e um período orbital de 1 298,46 dias (3,56 anos).
Salvia tem uma velocidade orbital média de 19,51554105 km/s e uma inclinação de 5,131º.
Esse asteróide foi descoberto em 26 de Janeiro de 1928 por Karl Reinmuth.